# Veikkaus
```

```

Veikkaus Oy est une entreprise publique qui détient un monopole des jeux d'argent en Finlande.

## Présentation
Veikkaus est créée au début 2017, par la fusion de Fintoto, Raha-automaattiyhdistys  et de l'ancienne Veikkaus.
Veikkaus propose une large gamme de services de jeux d'argent en Finlande continentale, notamment des jeux de loterie et de paris hippiques, des jeux de machines à sous, des  jeux de table et des jeux de grattage. 
La commercialisation de jeux par Veikkaus dans les îles Åland a cessé début 2018.

## Partage des bénéfices
La répartition des bénéfices de Veikkaus est définie par les articles 17 à 20 de la loi sur les loteries:
- 53 % au  Ministère de l'éducation et de la culture, pour la promotion du sport et de l'éducation physique, des sciences, des arts et pour la jeunesse,
- 43 % au  Ministère des affaires sociales et de la santé], pour la santé et le bien-être social,
- 4 % au  Ministère de l'agriculture et des forêts, pour promouvoir l'élevage et les courses de chevaux.